# Vinzenz Lachner
Vinzenz Lachner (Rain, (Baviera), 19 de juliol de 1811 - Karlsruhe, 22 de gener de 1893) fou un director d'orquestra i compositor alemany.
Dedicat, com el seu germà Ignaz, a l'ensenyança, no cultivà la música al principi més que com a simple aficionat, però ben aviat se sentí atret per l'art que cultivava quasi tota la família, i el 1831 succeí a l'anomenat Ignaz com a organista de l'església reformada de Viena, i el 1836 al seu altre germà Franz coma director d'orquestra a Mannheim, càrrec que ocupà fins 1873, de 1884 a 1891 fou professor de composició del Conservatori de Karlsruhe. El seu germà Theodor (1798-1877) també fou músic organista.
Entre les seves composicions hi figuren les obertures Turandot i Demetrino, quartets, obres per a piano, lieder, etc.